# LightScribe
LightScribe är en teknik för att bränna etiketter på optiska media (såsom CD- och DVD-skivor) utvecklad av Hewlett-Packard. Etiketten bränns in på diskens etikettsida av CD- eller DVD-brännarens laser, antingen innan eller efter data har bränts in på skivans datasida; typiskt bränner användaren först data, vänder sedan skivan uppochned i brännaren, och bränner etiketten. Speciella skivor, utvecklade för just LightScribe-tekniken, krävs för att etikettbränning skall vara möjligt, men de färdiga skivorna kan sedan användas i samtliga CD- och DVD-läsare. LightScribe-kompatibla CD- och DVD-brännare kan köpas separat, men brukar också vara förinstallerade i datorer från HP.